# Liste von Burgen und Schlössern in Westböhmen
Diese Liste führt Burgen und Schlösser in Westböhmen auf und umfasst die Karlsbader Region und die Pilsner Region. Sie ist Teil der Liste von Burgen und Schlössern in Tschechien. Die Liste erhebt keinen Anspruch auf Vollständigkeit. Es werden die tschechischen Namen verwendet und in Klammern die deutschen Namen angegeben.

## Karlsbader Region (Karlovarský kraj)
| Name                                                                                                   | Ort                                                                                          | Lage Bemerkung | Bild |
| --- | -------------------------------------------------------------------------------------------- | --- | ---- |
| Burg Andělská Hora (Engelsburg)                                                                        | Andělská Hora, Okres Karlovy Vary (Engelhaus, Kreis Karlsbad)                                | (Lage) Burgruine, zeitweilige Residenz der Burggrafen von Plauen, 1567 im Besitz des Niklas Lobkowitz von Hassenstein, 1621 vom Kaiser konfisziert und an Graf Czernin von Chudenitz vergeben, nach 1718 Verfall |      |
| Burg und Schloss Bečov (Burg und Schloss Petschau)                                                     | Bečov nad Teplou, Okres Karlovy Vary (Petschau, Kreis Karlsbad)                              | (Lage) urspr. gotische Burg, Umbau zum Renaissanceschloss, im 18. Jhdt. Errichtung eines neuen Schlosses neben der Burg |      |
| Jagdschloss Berchembogen                                                                               | Trstěnice, Okres Cheb (Neudorf bei Plan, Kreis Eger)                                         | (Lage) Jagdschlösschen Berchembogen; neogotisches Bauwerk, 1877 durch Hans Ernst von Berchem-Haimhausen errichtet |      |
| Chebský hrad (Burg Eger)                                                                               | Cheb Eger                                                                                    | (Lage) um 1120 Burganlage, Ausbau zur Kaiserpfalz, bis 1189 entstanden der romanische Palas, der Schwarze Turm und die Doppelkapelle |      |
| Schloss Chlumec                                                                                        | Chlumek bei Dasnice, Okres Sokolov (Perglas bei Daßnitz, Kreis Falkenau an der Eger)         | (Lage) um 1570 errichtete Feste Perglas wurde im 18. Jhdt. zu einem Barockschloss umgebaut, die Herren von Nostitz bauten um 1900 ein neobarockes Schloss |      |
| Schloss Chyše (Schloss Chiesch)                                                                        | Chyše, Okres Karlovy Vary (Chiesch, Kreis Karlsbad)                                          | (Lage) Barockschloss vom Ende des 17. Jhdts., Umbau im Stil der Romantik |      |
| Schloss Dalovice (Altes und Neues Schloss Dallwitz)                                                    | Dalovice bei Karlovy Vary (Dallwitz bei Karlsbad)                                            | Altes Schloss aus dem 16. Jhdt., nach Brand 1899 umgebaut (Lage) Neues Schloss von 1874/75, Erbauer: Friedrich Riedl von Riedenstein (Lage) |      |
| Starý Zámek Děpoltovice (Altes Schloss Tüppelsgrün)                                                    | Děpoltovice, Okres Karlovy Vary (Tüppelsgrün, Kreis Karlsbad)                                | (Lage) |      |
| Zámeček Doubrava (Zedtwitzschlößchen – Schloss Grün)                                                   | Doubrava, Okres Cheb (Grün, Kreis Eger)                                                      | (Lage) Zedtwitzschlößchen, heute Gaststätte |      |
| Jagdschloss Favorit                                                                                    | Šindelová, Okres Sokolov (Schindlwald, Kreis Falkenau an der Eger)                           | (Lage) urspr. Herrenhaus von 1769, Umbau zum Jagdschloss im Neobarock-Stil (1906) |      |
| Schlossruine Hartenberg, auch Hrad Hartenberk                                                          | Hřebeny (Josefov), Okres Sokolov (Hartenberg bei Josefsdorf, Kreis Falkenau an der Eger)     | (Lage) urspr. eine gotische Burg, das Schloss war der Mittelpunkt der Herrschaft Hartenberg (Familie von Hertenberg), jetzt Ruine |      |
| Burg Hartenstein (auch: Neuhartenstein)                                                                | Bochov, Okres Karlovy Vary (Buchau, Kreis Karlsbad)                                          | (Lage) Burgruine, Reste einer spätgotischen Burg aus dem 15. Jahrhundert |      |
| Schlossruine Hazlov (Schloss Haslau)                                                                   | Hazlov, Okres Cheb (Haslau, Kreis Eger)                                                      | (Lage) Schlossruine |      |
| Burg Himlštejn, auch Nebesa (Himmelstein, auch Altes Schloss)                                          | Stráž nad Ohří, Okres Karlovy Vary (Warta, Kreis Karlsbad)                                   | (Lage) Ruine einer gotischen Burg |      |
| Schloss Horní Hrad (Schloss Hauenstein)                                                                | Horní Hrad bei Krásný Les, Okres Karlovy Vary (Schönwald, Kreis Karlsbad)                    | (Lage) bis 1945 im Besitz der Grafen Buquoy |      |
| Schloss Javorná (Schloss Gabhorn)                                                                      | Javorná bei (Bochov), Okres Karlovy Vary (Gabhorn bei Buchau, Kreis Karlsbad)                | (Lage) Barockschloss |      |
| Schloss Kaceřov (Schloss Katzengrün)                                                                   | Kaceřov u Kynšperka nad Ohří Kaceřov, Okres Sokolov (Katzengrün, Kreis Falkenau an der Eger) | (Lage) |      |
| Schloss Kamenný Dvůr (Schloss Steinhof)                                                                | Kamenný Dvůr bei Kynšperk nad Ohří, Okres Sokolov (Steinhof, Kreis Falkenau an der Eger)     | (Lage) |      |
| Jagdschloss Kammersgrün                                                                                | Lužec, Okres Karlovy Vary (Kammersgrün, Kreis Karlsbad)                                      | (Lage) |      |
| Zámecká věž Karlovy Vary (Schlossturm Karlsbad)                                                        | Karlovy Vary (Karlsbad)                                                                      | (Lage) Reste der gotischen Burg von Kaiser Karl IV. (1358) |      |
| Schloss Kopaniny                                                                                       | Kopaniny bei Aš, Okres Cheb (Krugsreuth bei Asch, Kreis Eger)                                | (Lage) Schlossruine |      |
| Schloss Kynžvart (Schloss Königswart)                                                                  | Lázně Kynžvart, Okres Cheb (Bad Königswart, Kreis Eger)                                      | (Lage) 1681–1691 als Barockschloss unter Graf Philipp Emmerich erbaut, Umbau im Stil des Wiener Klassizismus und Empirestil unter Staatskanzler Metternich |      |
| Schloss Libá (Schloss Liebenstein)                                                                     | Libá, Okres Cheb (Liebenstein, Kreis Eger)                                                   | (Lage) |      |
| Schloss Lítov (Schloss Littengrün)                                                                     | Lítov, Okres Sokolov (Littengrün, Kreis Falkenau an der Eger)                                | (Lage) Spätbarockschloss, erbaut 1766 unter Wolf Adam Löw (Bürger von Kaaden), seit 1798 durch Heirat im Besitz der Familie Kahler aus Kaaden, die es im 19. Jahrhundert als Gutshaus nutzte. Es ist ein rechteckiges zweistöckiges Gebäude mit Walmdach und Zwiebelturm.                                                                       |      |
| Burg Loket (Burg Elbogen)                                                                              | Loket, Okres Sokolov, (Elbogen, Kreis Falkenau an der Eger)                                  | (Lage) |      |
| Schloss Mostov (Schloss Mostau)                                                                        | Mostov, Okres Cheb (Mostau, Kreis Eger)                                                      | (Lage) jetzt Hotel |      |
| Burg Neudek (Hrad Černá věž Nejdek)                                                                    | Nejdek, Okres Karlovy Vary (Neudek, Kreis Karlsbad)                                          | (Lage) Burgruine, romanisch-gotischer Burgturm als Rest der ursprünglichen Burg (erbaut um 1250) |      |
| Burg Neuberk (Burg Neuberg)                                                                            | Podhradí, Okres Cheb (Neuberg bei Asch, Kreis Eger)                                          | (Lage) Burgruine |      |
| Zámeček Nový Dvůr (Schlösschen Neuhof)                                                                 | Okrouhlá, Okres Cheb (Scheibenreuth, Kreis Eger)                                             | (Lage) |      |
| Hrad Ostroh (Burg Seeberg)                                                                             | Ostroh, Okres Cheb (Seeberg, Kreis Eger)                                                     | (Lage) |      |
| Schloss Ostrov (Schloss Schlackenwerth)                                                                | Ostrov nad Ohří, Okres Karlovy Vary (Schlackenwerth, Kreis Karlsbad)                         | (Lage) |      |
| Weißes Schloss (Ostrov), auch Lustschloss Bílý dvůr oder Prinzenpalais (Weißes Schloss Schlackenwerth) | Ostrov nad Ohří, Okres Karlovy Vary (Schlackenwerth, Kreis Karlsbad)                         | (Lage) 1674–1683 erbaut als barockes Lustschloss durch Abraham Leuthner und Christoph Dientzenhofer |      |
| Schloss Sokolov (Schloss Falkenau)                                                                     | Sokolov (Falkenau an der Eger)                                                               | (Lage) Klassizistischer Bau, Schlossbesitzer waren die Familien Schlik und Nostitz |      |
| Zámek Staré Sedlo (Schloss Altsattel)                                                                  | Staré Sedlo, Okres Sokolov (Altsattel, Kreis Falkenau an der Eger)                           | (Lage) neoklassizistischer Palast mit Mansarddach 1816 vom Unternehmer Johann David Starck aus Graslitz erbaut |      |
| Schloss Starý Hrozňatov (Burg Kinsberg)                                                                | Hrozňatov, Okres Cheb (Kinsberg, OT von Eger)                                                | (Lage) Burgruine |      |
| Burg und Schloss Starý Rybník (Burg und Schloss Altenteich)                                            | Starý Rybník, Okres Cheb (Altenteich, Kreis Eger)                                            | (Lage) Burgruine und Schloss aus dem 18. Jhdt. |      |
| Zámek Štědrá - Štědrý hrádek (Schloss Stiedra und Burgruine „Burglin“)                                 | Štědrá, Okres Karlovy Vary (Stiedra, Kreis Karlsbad)                                         | (Lage) Schloss und Burgruine „Burglin“ (Štědrý hrádek) |      |
| Zámek Toužim (Schloss Theusing)                                                                        | Toužim, Okres Karlovy Vary (Theusing, Kreis Karlsbad)                                        | (Lage) Oberes Schloss: urspr. romanisch-gotische Burg, aus einer Prämonstratenser-Propstei entstanden, Adelssitz der Herren von Vřesovice, nach den Bränden von 1620 und 1652 zum Schloss umgebaut Unteres Schloss: um 1544 als Renaissancebau entstanden, von 1576 bis 1578 erfolgten größere Umbauten und 1752 wurde das Gebäude barockisiert |      |
| Schloss Valeč (Schloss Waltsch)                                                                        | Valeč, Okres Karlovy Vary (Waltsch, Kreis Karlsbad)                                          | (Lage) urspr. eine Burg, 1570 unter Václav Štampach von Štampach zum Renaissanceschloss umgebaut, später mehrfacher Umbau im Stile der Renaissance, des Barock und Neobarock, Skulpturen von Matthias Bernard Braun, nach Brand (1976) bis in die 1990er Jahre ruinös, danach erfolgte ab 1995 die Wiederherstellung                            |      |
| Schloss Verušičky (Schloss Kleinwerscheditz)                                                           | Verušičky bei Bochov, Okres Karlovy Vary (Kleinwerscheditz bei Buchau, Kreis Karlsbad)       | (Lage) |      |
| Burg Vildštejn (Burg Wildstein)                                                                        | Skalná, Okres Cheb (Wildstein, Kreis Eger)                                                   | (Lage) Kombination aus Höhen- und Wasserburg |      |

## Pilsner Region (Plzeňský kraj)
| Name                                                         | Ort                                                                                              | Lage und Anmerkungen | Bild |
| ------------------------------------------------------------ | ------------------------------------------------------------------------------------------------ | --- | ---- |
| Schloss Bezdruzice (Schloss Weseritz)                        | Bezdružice, Okres Tachov (Weseritz, Kreis Tachau)                                                | (Lage) |      |
| Schloss Bor (Schloss Haid)                                   | Bor u Tachova, Okres Tachov (Haid, Kreis Tachau)                                                 | (Lage) |      |
| Burg Březina                                                 | Březina u Rokycan, Okres Rokycany (Brzezina, Kreis Rokitzan)                                     | (Lage) Burgruine |      |
| Schloss Březina                                              | Březina u Rokycan, Okres Rokycany (Brzezina, Kreis Rokitzan)                                     | (Lage) |      |
| Burg Buben                                                   | Plešnice bei Město Touškov, Okres Plzeň-sever (Plesnitz bei Tuschkau Stadt, Kreis Pilsen-Nord)   | (Lage) Burgruine, Stammburg der Herren von Bubna |      |
| Schloss Bukovec (Schloss Mogolzen)                           | Bukovec bei Staňkov, Okres Domažlice (Mogolzen bei Stankau, Kreis Taus)                          | (Lage) |      |
| Schloss Bušovice (Schloss Buschowitz)                        | Bušovice, Okres Rokycany (Buschowitz, Kreis Rokitzan)                                            | (Lage) |      |
| Schloss Bystřice nad Úhlavou (Schloss Bistritz an der Angel) | Bystřice nad Úhlavou, Okres Klatovy                                                              | (Lage) Renaissanceschloss, 1848–1852 neugotisch umgebaut |      |
| Schloss Cebiv (Schloss Zebau)                                | Cebiv, Okres Tachov (Zebau, Kreis Tachau)                                                        | (Lage) Renaissanceschloss Zebau aus einer gotischen Veste, barocker Umbau 1766 |      |
| Schloss Červené Poříčí (Schloss Rothporitschen)              | Červené Poříčí, Okres Klatovy (Rothporitschen, Kreis Klattau)                                    | (Lage) |      |
| Schloss Chanovice                                            | Chanovice, Okres Klatovy (Chanowitz, Kreis Klattau)                                              | (Lage) |      |
| Schloss Chodová Planá (Altes und Neues Schloss Kuttenplan)   | Chodová Planá, Okres Tachov (Kuttenplan, Kreis Tachau)                                           | Altes Schloss (Lage) Neues Schloss (Lage) |      |
| Starý Zámek Chudenice (Altes Schloss Chudenitz)              | Chudenice, Okres Klatovy (Chudenitz, Kreis Klattau)                                              | (Lage) urspr. Stammsitz der Herren von Chudenitz |      |
| Schloss Chudenice-Lázeň                                      | Chudenice, Okres Klatovy (Chudenitz, Kreis Klattau)                                              | (Lage) Empire-Schloss bei Chudenitz, errichtet im 18. Jhdt. von Johann Rudolf Czernin von Chudenitz |      |
| Zámek Diana (Schloss Dianaberg bei Neudorf)                  | Nová Ves pod Přimdou bei Přimda, Okres Tachov (Neudorf bei Pfraumberg, Krei Tachau)              | (Lage) |      |
| Chodenburg Domažlice (Chodenburg Taus)                       | Domažlice (Taus)                                                                                 | (Lage) |      |
| Schloss Velké Dvorce (Schloss Großmeierhöfen)                | Velké Dvorce u Rozvadova bei Přimda, Okres Tachov (Großmeierhöfen, Kreis Tachau)                 | (Lage) |      |
| Burg Gutštejn (Burg Guttenstein)                             | Konstantinovy Lázně, Okres Tachov (Konstantinsbad, Kreis Tachau)                                 | (Lage) Burgruine |      |
| Burg Nový Herštejn (Neu Hirschstein)                         | Němčice u Kdyně bei Kdyně, Okres Domažlice (Nemčitz bei Neugedein, Kreis Taus)                   | (Lage) Burgruine |      |
| Burg Starý Herštejn (Alt Hirschstein)                        | Vranov bei Pivoň, Okres Domažlice (Frohnau bei Stockau, Kreis Taus)                              | (Lage) Burgruine |      |
| Schloss Horažďovice (Schloss Horaschdowitz)                  | Horažďovice, Okres Klatovy (Horaschdowitz, Kreis Klattau)                                        | (Lage) |      |
| Jagdschloss Horšov (Jagdschloss Annaburg)                    | Horšov bei Horšovský Týn, Okres Domažlice (Horschau bei Bischofteinitz, Kreis Taus)              | (Lage) Jagdschloss |      |
| Schloss Horšovský Týn (Schloss Bischofteinitz)               | Horšovský Týn, Okres Domažlice (Bischofteinitz, Kreis Taus)                                      | (Lage) |      |
| Schloss Hrádek u Sušice (Schloss Hradek)                     | Hrádek bei Sušice, Okres Klatovy (Schüttenhofen, Kreis Klattau)                                  | (Lage) |      |
| Schloss Hradiště (Schloss Steinradisch)                      | Hradiště, OT von Blovice, Okres Plzeň-jih (Steinradisch, OT von Blowitz, Kreis Pilsen-Süd)       | (Lage) Schloss Steinradisch von 1704, heute ein Museum |      |
| Schloss Hřešihlavy (Schloss Herschichlau)                    | Hřešihlavy bei Kladruby, Okres Rokycany (Herschichlau bei Kladrub, Kreis Rokitzan)               | (Lage) |      |
| Schloss Hubenov (Schloss Hubenow)                            | Hubenov bei Kralovice, Okres Plzeň-sever (Hubenow bei Kralowitz, Kreis Pilsen-Nord)              | (Lage) |      |
| Schloss Kaceřov (Schloss Kacerow)                            | Kaceřov, Okres Plzeň-sever (Kacerow, Kreis Pilsen-Nord)                                          | (Lage) |      |
| Schloss Kalec (Schloss Kaletz)                               | Kalec bei Žihle, Okres Plzeň-sever (Kaletz bei Scheles, Kreis Pilsen-Nord)                       | (Lage) |      |
| Burg Letohrádek Kamýk (Burg Kamenik)                         | Osek u Rokycan, Okres Rokycany (Wossek, Kreis Rokitzan)                                          | (Lage) Burgruine |      |
| Burg Kašovice (Burg Kaschowitz)                              | Kašovice, OT von Hrádek Hrádek u Sušice, Okres Klatovy (Hradek bei Schüttenhofen, Kreis Klattau) | (Lage) Burgruine |      |
| Burg Kašperk (Burg Karlsberg, auch Schilhenstein)            | Kašperské Hory, Okres Klatovy (Bergreichenstein, Kreis Klattau)                                  | (Lage) Burgruine |      |
| Burg und Schloss Klenová (Schloss Klenau)                    | Janovice nad Úhlavou, Okres Klatovy (Janowitz an der Angel, Kreis Klattau)                       | (Lage) |      |
| Schloss Kněžice (Schloss Knieschitz)                         | Kněžice bei Petrovice u Sušice, Okres Klatovy (Knieschitz bei Petrowitz, Kreis Klattau)          | (Lage) |      |
| Burg Kokšín (Burg Kokschin)                                  | Kokšín bei Švihov u Klatov, Okres Klatovy (Kokschin bei Schwihau, Kreis Klattau)                 | (Lage) Burgruine |      |
| Schloss Kozel (Waldschloss)                                  | Šťáhlavy, Okres Plzeň-město (Stiahlau, Kreis Pilsen-Stadt)                                       | (Lage) |      |
| Burg Krašov (Burg Krasch)                                    | Bohy bei Kralovice, Okres Plzeň-sever (Bohy bei Kralowitz, Kreis Pilsen-Nord)                    | (Lage) Burgruine |      |
| Schloss Kundratice (Schloss Kundratitz)                      | Kundratice bei Hartmanice, Okres Klatovy (Kundratitz bei Hartmanitz, Kreis Klattau)              | (Lage) |      |
| Schloss Liblín                                               | Liblín, Okres Rokycany (Liblin, Kreis Rokitzan)                                                  | (Lage) |      |
| Burg Libštejn (Burg Liebenstein)                             | Liblín, Okres Rokycany (Liblin, Kreis Rokitzan)                                                  | (Lage) |      |
| Burg Litice (Schloss Lititz)                                 | Plzeň 6-Litice, Okres Plzeň-město (Lititz, Kreis Pilsen-Stadt)                                   | (Lage) |      |
| Burg Lopata                                                  | Milínov, Okres Plzeň-jih (Milinau, Kreis Pilsen-Süd)                                             | (Lage) |      |
| Schloss Luhov (Schloss Lohowa)                               | Luhov bei Líšťany u Stříbra, Okres Plzeň-sever (Lohowa bei Lischtan, Kreis Pilsen-Nord)          | (Lage) |      |
| Schloss Dolní Lukavice (Schloss Unterlukawitz)               | Dolní Lukavice, Okres Plzeň-jih (Unterlukawitz, Kreis Pilsen-Süd)                                | (Lage) |      |
| Schloss Lužany (Schloss Luschan)                             | Lužany, Okres Plzeň-jih (Luschan, Kreis Pilsen-Süd)                                              | (Lage) 1886–1888 im Neorenaissancestil erbaut |      |
| Schloss Manětín (Schloss Manetin)                            | Manětín, Okres Plzeň-sever (Manetin, Kreis Pilsen-Nord)                                          | (Lage) |      |
| Schloss Malesice (Schloss Malesitz)                          | Plzeň 9-Malesice, Okres Plzeň-město (Pilsen-Malesitz, Kreis Pilsen-Stadt)                        | (Lage) |      |
| Schloss Mirošov (Schloss Miröschau)                          | Mirošov, Okres Rokycany (Miröschau, Kreis Rokitzan)                                              | (Lage) |      |
| Schloss Mokrosuky (Schloss Mokrosuk)                         | Mokrosuky bei Kolinec, Okres Klatovy (Mokrosuk bei Kolinetz, Kreis Klattau)                      | (Lage) |      |
| Schloss Nebílovy (Schloss Nebillau)                          | Nebílovy, Okres Plzeň-jih (Nebillau, Kreis Pilsen-Süd)                                           | (Lage) |      |
| Burg Nečtiny – Nečtinský Špičák (Burg Preitenstein)          | Nečtiny, Okres Plzeň-sever (Netschetin, Kreis Pilsen-Nord)                                       | (Lage) Burgruine |      |
| Schloss Nečtiny (Schloss Netschetin)                         | Nečtiny, Okres Plzeň-sever (Netschetin, Kreis Pilsen-Nord)                                       | (Lage) |      |
| Veste Nezvěstice (Burg Nezwiestitz)                          | Nezvěstice, Okres Plzeň-město (Nezwiestitz, Kreis Pilsen-Stadt)                                  | (Lage) |      |
| Veste Opalka                                                 | Opálka bei Strážov, Okres Klatovy (Opalka bei Drosau, Kreis Klattau)                             | (Lage) |      |
| Schloss Osek (Schloss Wossek)                                | Osek u Rokycan, Okres Rokycany (Wossek, Kreis Rokitzan)                                          | (Lage) |      |
| Schloss Oselce (Schloss Wosseletz)                           | Oselce, Okres Plzeň-jih (Wosseletz, Kreis Pilsen-Süd)                                            | (Lage) |      |
| Burg Pajrek (Burg Bayereck)                                  | Nýrsko, Okres Klatovy (Neuern, Kreis Klattau)                                                    | (Lage) Burgruine |      |
| Schloss Planá (Schloss Plan)                                 | Planá, Okres Tachov (Plan, Kreis Tachau)                                                         | (Lage) |      |
| Schloss Poběžovice (Schloss Ronsperg)                        | Poběžovice, Okres Domažlice (Ronsperg, Kreis Taus)                                               | (Lage) |      |
| Burg Potštejn (Potenšten) (Schloss Pottenstein)              | Žinkovy, Okres Plzeň-jih (Zinkau, Kreis Pilsen-Süd)                                              | (Lage) Burgruine |      |
| Burg Prácheň                                                 | Velké Hydčice, Okres Klatovy (Groß Hitschitz, Kreis Klattau)                                     | (Lage) Burgruine |      |
| Schloss Příchovice (Schloss Příchowitz)                      | Příchovice, Okres Plzeň-jih (Příchowitz, Kreis Pilsen-Süd)                                       | (Lage) |      |
| Burg Přimda (Burg Pfraumberg)                                | Přimda, Okres Tachov (Pfraumberg, Kreis Tachau)                                                  | (Lage) |      |
| Burg Pušperk (Burg Puschberg)                                | Pušperk bei Poleň, Okres Klatovy (Puschberg bei Polin, Kreis Klattau)                            | (Lage) |      |
| Burg Pustý hrádek (Burg Ödschloss)                           | Žlíbek bei Kašperské Hory, Okres Klatovy (Rindlau bei Bergreichenstein, Kreis Klattau)           | (Lage) Burgruine |      |
| Burg Rabí                                                    | Rabí bei Sušice, Okres Klatovy (Rabi bei Schüttenhofen, Kreis Klattau)                           | (Lage) Burgruine |      |
| Burg Rabštejn nad Střelou (Burg Rabenstein)                  | Rabštejn nad Střelou, Okres Plzeň-sever (Rabenstein an der Schnella, Kreis Pilsen-Nord)          | (Lage) Burgruine |      |
| Schloss Rabštejn nad Střelou (Schloss Rabenstein)            | Rabštejn nad Střelou, Okres Plzeň-sever (Rabenstein an der Schnella, Kreis Pilsen-Nord)          | (Lage) |      |
| Schloss Radnice (Schloss Radnitz)                            | Radnice, Okres Rokycany (Radnitz, Kreis Rokitzan)                                                | (Lage) ehem. Schloss, jetzt Museum |      |
| Burg Radyně (Karlskrone)                                     | Starý Plzenec, Okres Plzeň-město (Altpilsen, Kreis Pilsen-Stadt)                                 | (Lage) Burgruine |      |
| Schloss Rochlov (Schloss Rochlowa)                           | Rochlov, Okres Plzeň-sever (Rochlowa, Kreis Pilsen-Nord)                                         | (Lage) |      |
| Burg Rýzmberk (Burg Riesenberg)                              | Kdyně, Okres Domažlice (Neugedein, Kreis Taus)                                                   | (Lage) Burgruine |      |
| Burg Skála (Burg Fels)                                       | Radkovice, Okres Plzeň-jih (Radkowitz, Kreis Pilsen-Süd)                                         | (Lage) Burgruine |      |
| Schloss Spálené Poříčí (Schloss Brennporitschen)             | Spálené Poříčí, Okres Plzeň-jih (Brennporitschen, Kreis Pilsen-Süd)                              | (Lage) Renaissancebau, erbaut 1617 an Stelle einer gotischen Veste, dient heute als Museum und kirchlich-ökologische Fachschule |      |
| Schloss Šťáhlavy (Schloss Stiahlau)                          | Šťáhlavy, Okres Plzeň-město (Stiahlau, Kreis Pilsen-Stadt)                                       | (Lage) |      |
| Schloss Štěnovice (Schloss Stenowitz)                        | Štěnovice, Okres Plzeň-jih (Stenowitz, Kreis Pilsen-Süd)                                         | (Lage) |      |
| Burg Švamberk, genannt Krasíkov (Burg Schwamberg)            | Švamberk, Okres Tachov (Schwamberg, Kreis Tachau)                                                | (Lage) Burgruine |      |
| Burg Švihov (Burg Schwihau)                                  | Švihov u Klatov, Okres Klatovy (Schwihau, Kreis Klattau)                                         | (Lage) ehem. Wasserburg |      |
| Schloss Svojšín (Schloss Schweißing)                         | Svojšín, Okres Tachov (Schweißing, Kreis Tachau)                                                 | (Lage) |      |
| Schloss Tachov (Schloss Tachau)                              | Tachov (Tachau)                                                                                  | (Lage) |      |
| Schloss Trpísty (Schloss Trpist)                             | Trpísty, Okres Tachov (Trpist, Kreis Tachau)                                                     | (Lage) |      |
| Nový Zámek Týnec (Neues Schloss Teinitz)                     | Týnec u Klatov, Okres Klatovy (Teinitz, Kreis Klattau)                                           | (Lage) Barockschloss aus dem frühen 18. Jhdt. von Giovanni Battista Alliprandi für die Familie Kolowrat errichtet |      |
| Burg Velhartice (Burg Wellhartitz)                           | Velhartice bei Kolinec, Okres Klatovy (Wellhartitz bei Kolinetz, Kreis Klattau)                  | (Lage) einzigartig in ganz Europa ist an der Burg Wellhartitz die hohe gotische Brücke, die den Palas mit einem Wehrturm verbindet und ehemals noch zwei Zugbrücken hatte                                                                |      |
| Burg Vlčtejn (Burg Wildstein)                                | Vlčtejn, Okres Plzeň-jih (Wildstein, Kreis Pilsen-Süd)                                           | (Lage) |      |
| Burg Volfštejn (Burg Wolfstein)                              | Černošín, Okres Tachov (Tschernoschin, Kreis Tachau)                                             | (Lage) Burgruine |      |
| Schloss Zbiroh (Schloss Zbirow)                              | Zbiroh bei Žebrák, Okres Rokycany (Zbirow bei Bettlern, Kreis Rokitzan)                          | (Lage) |      |
| Schloss Zelená Hora (Schloss Grünberg)                       | Klášter bei Nepomuk, Okres Plzeň-jih (Kloster bei Pomuk, Kreis Pilsen-Süd)                       | (Lage) urspr. eine Burg, von 1669 bis 1696 von der Familie von Sternberg zum Barockschloss umgebaut, seit 1784 an die Colloredo-Mansfeld, von 1852 bis 1931 an die Familie Auersperg, 1992 von der Gemeinde Klášter (Kloster) übernommen |      |
| Schloss Žichovice (Schloss Schichowitz)                      | Žichovice, Okres Klatovy (Schichowitz, Kreis Klattau)                                            | (Lage) |      |
| Schloss Žihobce (Schloss Schihobetz)                         | Žihobce bei Frymburk, Okres Klatovy (Schihobetz bei Frimburg, Kreis Klattau)                     | (Lage) |      |
| Schloss Žinkovy (Schloss Zinkau)                             | Žinkovy, Okres Plzeň-jih (Zinkau, Kreis Pilsen-Süd)                                              | (Lage) |      |